# Hypargos
Hypargos är ett litet fågelsläkte i familjen astrilder inom ordningen tättingar. Släktet omfattar endast två arter som förekommer i södra och centrala Afrika:
- Rosastrupig droppastrild (H. margaritatus)
- Rödstrupig droppastrild (H. niveoguttatus)